# .223 Winchester Super Short Magnum

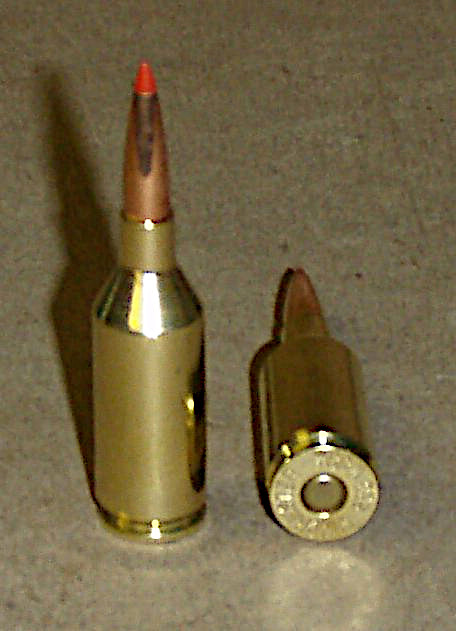
Um cartucho .223 WSSM com bala Hornady AMax de 75 grãos.

O .223 WSSM (Winchester Super Short Magnum, 5,56×42 mm) é um cartucho de fogo central de rifle de calibre .224 criado pela Winchester e pela Browning com base em uma versão ainda mais curta do estojo do Winchester Short Magnum.

## Histórico
O .223 WSSM foi introduzido em 2003 pela Browning Arms Company, e pela Winchester Ammunition da Winchester Repeating Arms Company. A designação ".223" é uma referência ao popular .223 Remington. Atualmente, é considerado o cartucho de calibre .22 de produção regular, mais rápido do mundo, com velocidade de saída do cano de até 4.600 pés por segundo (1.402 metros por segundo), mas isso não é totalmente verdade. O .220 Swift ainda detém o recorde de cartucho de fogo central de calibre .22 mais rápido com uma velocidade publicada de 4665 fps usando uma bala de 1,9 gramas (29 gr) e 2,7 gramas (42 gr) usando pólvora 3031.